# Mariniana

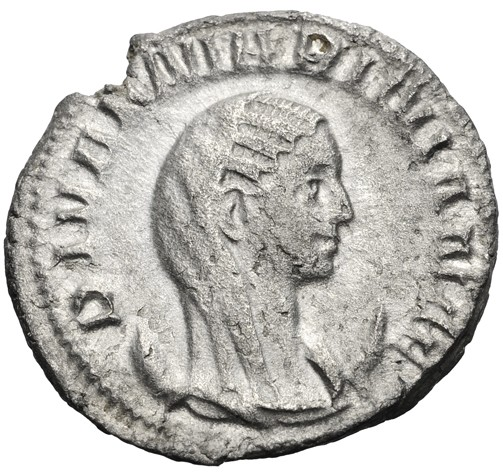
Antoniniano de Mariniana

Inácia Mariniana (em latim: Egnatia Mariniana) foi provavelmente a esposa do imperador romano Valeriano e mãe de Galiano e Valeriano Menor. Diversas moedas com a legenda DIVAE MARINIANAE datam do início do reinado de Valeriano e Galiano. Dada a prática de deificar as esposas que morreram antes do marido assumir o trono, é possível que Mariniana tenha morrido antes de 253.
Antes se assumia que Enácio Vítor Mariniano, o legado da Arábia Pétrea e da Mésia Superior, era o pai de Mariniana. Mais recentemente, porém, se postulou que ela seria filha de Lúcio Enácio Vítor (cônsul sufecto antes de 207) e, portanto, irmã de Enácio Vítor.